# Икви (церковь)
Церковь Святого Георгия в Икви (груз. იკვის წმინდა გიორგის ეკლესია) — грузинская православная церковь в Каспском муниципалитете в центральном крае (мхаре) Грузии Шида-Картли. Представляет собой крестово-купольный храм, построенный в XI веке. Церковь известна своей сложной декоративной резьбой по камню и фресками XII—XIII веков, которые были восстановлены после нанесённого от дождей ущерба в 2011 году. Церковь включена в список недвижимых памятников культуры национального значения Грузии.

## Местоположение
Церковь Икви расположена в долине Тедзами, у ручья Шабцкала, к югу от современного села Чачубети, на территории ныне вымершей деревни Икви. Примерно в 2 км к юго-востоку находится ещё один средневековый памятник, монастырь Ркони. Литературных источников о строительстве и истории церкви не существует. Памятник архитектуры был капитально отремонтирован с 1939 по 1940 год.

## Описание

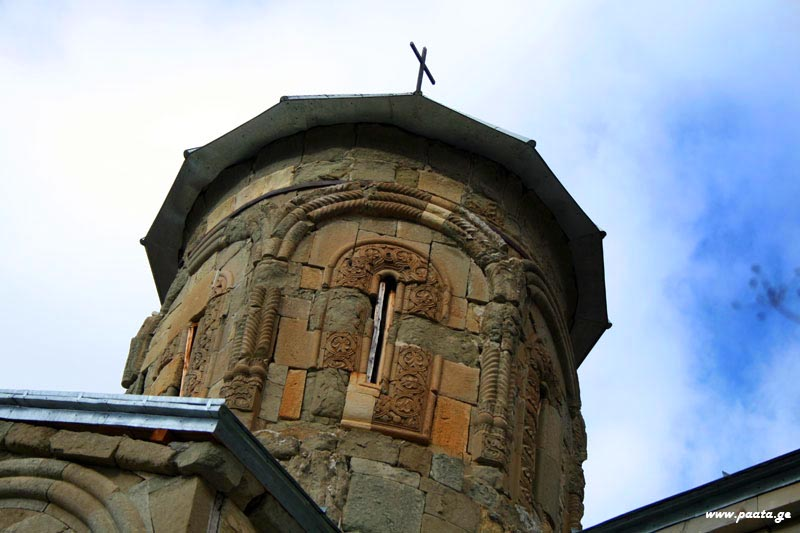
Декоративная резьба по камню на куполе в Икви

Церковь Святого Георгия в Икви построена из гранёных каменных блоков размером 9 × 7,2 метра. Это крестово-купольный храм, в котором травеи, образующие четыре плеча креста, выступают из центральной травеи; три из них короткие и прямоугольные, а четвёртая заканчивается в глубокой апсиде на востоке. Апсида в окружении двух пастофориев. Высокий купол находится на вершине пересечения сводчатых плечей центральной травеи, его барабан опирается на парус. Интерьер освещен шестью прорезанными в барабане окнами. Барабан и фасады украшены каменными орнаментами с разнообразными мотивами, от геометрических до сложных цветочных узоров. Под юго-западной аркой находится каменная плита с крестом с цветущими ветвями, рельефами и надписью на средневековом грузинском письме асомтаврули, палеографически датированной первой половиной XI века и упоминающей ктитора, священнослужителя (мамамтавари) Арсена.
Интерьер украшен фресками, датируемыми XII-XIII веками. Они известны своим художественным качеством и иконографической программой, которая включает в себя портреты служителей церкви, христологические сцены и эпизоды жизни и мученичества святого Георгия. Стиль росписей указывает, что художник был знаком с византийскими образцами, в то время как цикл Святого Георгия композиционно похож на фрески из другой важной региональной церкви — Павниси. Настенные росписи были повреждены в результате сильных дождей в 2011 году и прошли программу аварийной стабилизации и консервации в 2012 году.